# L'Autre Distribution
L'Autre Distribution, crée en février 1995, distribue des catalogues de musique du monde, chanson et rock français, variété internationale, chanson pour enfants, jazz, électro, rap et métal, musique classique et contemporaine, dirigée par Luc Genetay.
Son catalogue comprend 450 labels et plus de quatre mille références en 2021, et assure une représentation française et internationale.
L'Autre Distribution propose également une distribution numérique en partenariat avec Believe et IDOL.